# Six Nations Cup 2004
De Six Nations Cup 2004 is een dartstoernooi georganiseerd door de England Darts Organisation (EDO), uitgevoerd onder auspiciën van de British Darts Organisation (BDO). Het toernooi werd gehouden van 28 februari 2004 tot en met 29 februari 2004 in Boyle, Ierland.

## Groepsfase
zaterdag 28 februari 2004
- Groep 1
  -  Nederland -  Noord-Ierland 9-16
  -  Ierland -  Nederland 15-10
  -  Noord-Ierland -  Ierland 14-11

- Groep 2
  -  Engeland -  Wales 18-7
  -  Wales -  Schotland 14-11
  -  Schotland -  Engeland 6-19

## Knock-out
zondag 29 februari 2004
- 5e / 6e plaats
  -  Nederland -  Schotland 6-13
- halve finale
  -  Engeland -  Ierland 13-6
  -  Wales -  Noord-Ierland 7-13
- finale
  -  Engeland -  Noord-Ierland 13-4